# Autobahn 1 (Belgien)

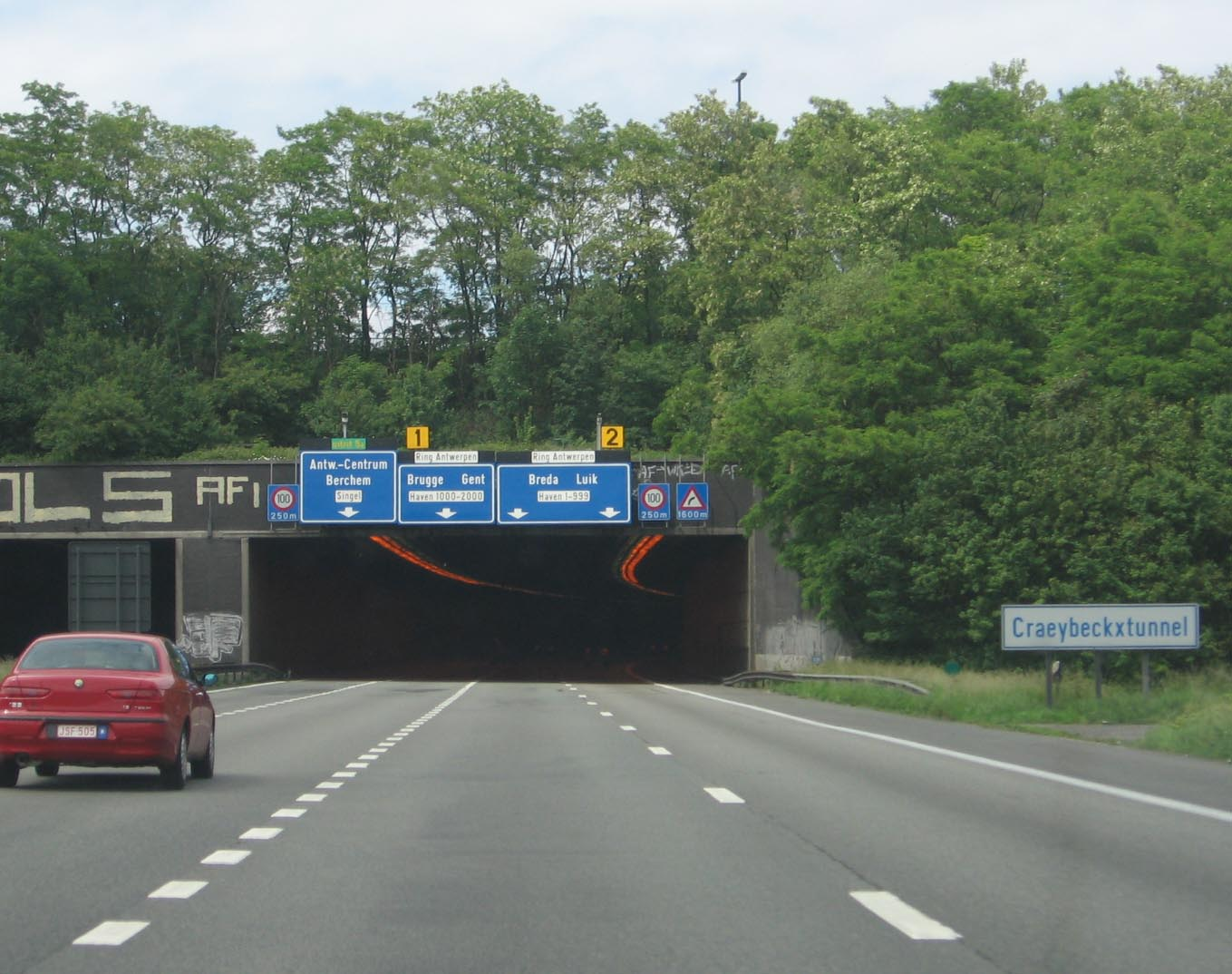
A1 kurz vor dem Craeybeckxtunnel Richtung Antwerpen

Die belgische Autobahn 1, französisch Autoroute 1, niederländisch Autosnelweg 1 genannt, verbindet Brüssel vorbei an Antwerpen mit der niederländischen Grenze bei Hoogstraten.

## Verlauf
Die A1 beginnt am Grenzübergang Hoogstraten und endet am Kreuz Machelen. Die Autobahn führt auf den ersten Kilometern vorbei an den kleinen Städtchen Meer und Brecht bis nach Antwerpen, wo sie in den Ring von Antwerpen R1 mündet. Am Kreuz Antwerpen-Süd verläuft sie weiter vorbei an Rumst und Mechelen bis nach Brüssel, wo sie in den Ring von Brüssel, R0, mündet.

## Der Mittelstreifen

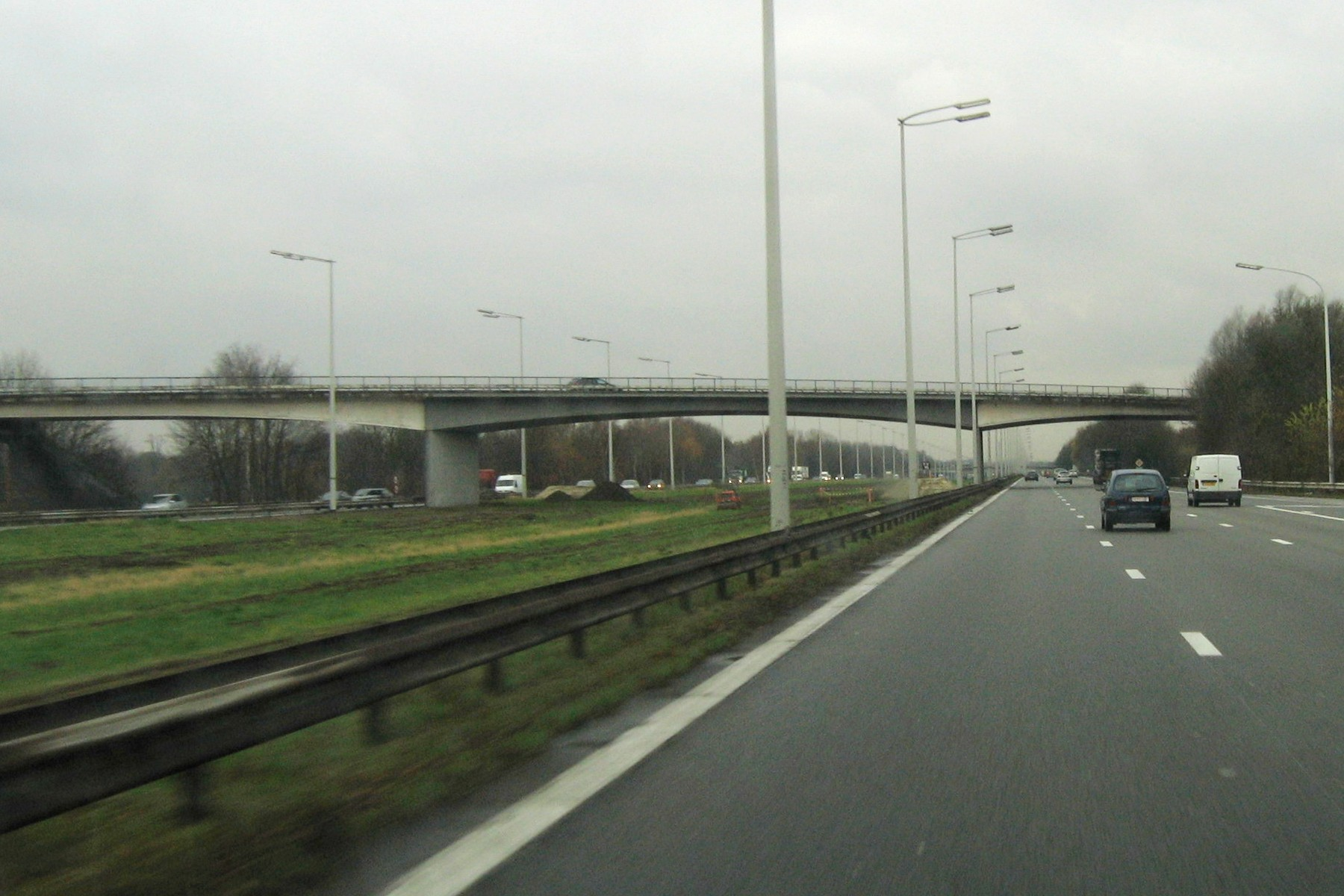
Ungenutzter Mittelstreifen 2007

Bemerkenswert an der Teilstrecke zwischen Antwerpen und Brüssel ist der außerordentlich breite Mittelstreifen (40 Meter breit, auf einer Länge von ca. 35 km). Die ursprünglichen Planungen vom Beginn der 1970er Jahre gingen von einem aus heutiger Sicht unrealistischen Verkehrswachstum aus. Es war geplant, auf dem freigebliebenen Mittelstreifen zu einem späteren Zeitpunkt Expressfahrspuren zwischen Brüssel und Antwerpen hinzuzufügen, die lediglich in Mechelen noch Anschlussstellen hätten, (was auch die komplizierten Autobahnkreuze in Mechelen-Nord und Mechelen-Süd erklärt). Nur zwischen Antwerpen und Kontich wurden die 2 × 2 Mittelfahrspuren auch tatsächlich gebaut. Von der Umsetzung auf dem Rest der Strecke hat man später trotz des gestiegenen Verkehrsaufkommens abgesehen. Weil die Brüsseler und Antwerpener Ringautobahnen zur Hauptverkehrszeit bereits jetzt nicht mehr das gesamte Verkehrsaufkommen aufnehmen und bewältigen können, würde ein zusätzlicher Ausbau der A1 die Staus lediglich von der A1 auf die Anschlussstellen um Antwerpen und Brüssel verlagern. Dieser breite Mittelstreifen, inklusive der unnötig langen Brücken über die A1, das teilweise funktionslose Autobahnkreuz in Mechelen und die inneren Straßenlampen, die den unbenutzten Mittelstreifen erleuchteten, machen in ihrer Gesamtheit die A1 in ihren Sekundärmerkmalen zu einer durch Planungsfehler verursachten Investitionsruine. Die funktionslosen Lampen wurden 2006 abgebaut.
1997 wurde kurz nach dem Skandal um Marc Dutroux zum Gedenken an die durch ihn und im Straßenverkehr umgekommenen Kinder auf einem Teil des Mittelstreifens einige Bäume, der „Weiße Kinderwald“ („Witte Kinderbos“) angepflanzt.
Auf dem Mittelstreifen zwischen Zemst und Brüssel begannen im Sommer 2007 die Bauarbeiten an einer Hochgeschwindigkeits-Eisenbahntrasse zwischen Antwerpen und dem Flughafen Brüssel-Zaventem. Hierdurch werden 32 ha. des Weißen Kinderwaldes verschwinden und durch eine Grünzone beiderseits der A1 ersetzt, um die angrenzenden Wohngebiete abzuschirmen. Der größte Teil des Weißen Kinderwaldes, der sich zwischen Mechelen und Antwerpen befindet, bleibt allerdings unverändert erhalten. Die Trasse wurde im Juni 2012 fertiggestellt.